# ヌンチオ・マラソンマ
ヌンチオ・マラソンマ（Nunzio Malasomma、1894年2月4日 - 1974年1月12日）は、イタリアの映画監督。

## 作品
- 情無用のならず者
- ローマの奴隷市場
- ラジオ将軍
- 雪山の騎士
- 極北の叫び
- マッターホン
- 紅百合白百合
- 突進公爵